# Musée des Beaux-Arts de Timișoara
 (novembre 2018).
Si vous disposez d'ouvrages ou d'articles de référence ou si vous connaissez des sites web de qualité traitant du thème abordé ici, merci de compléter l'article en donnant les références utiles à sa vérifiabilité et en les liant à la section « Notes et références ».
Le musée des Beaux-Arts de Timișoara est un musée installé dans le Palais baroque à Timișoara en Roumanie.
Le musée a vu le jour après la fermeture des sections d’Art du Musée du Banat, qui a été en fonction dans un étage au niveau du bâtiment actuel. Le Musée est devenue une institution le 1er janvier 2006 ; le directeur qui l’a inauguré est le Professeur universitaire Marcel Tolcea. Le musée a ouvert au public le 21 décembre. Le musée inclut une collection unique des travaux et des objets personnels du peintre Corneliu Baba, avec 90 œuvres d’art.

## Historique
Le musée actuel est le fruit d’un travail qui a pris plus de 120 ans.

## L'art décoratif
Partiellement exposée au Palais baroque et considérée comme des expositions temporaires, la collection d'art décoratif comprend environ 1 500 œuvres réparties selon des matériaux répartis selon les catégories suivantes : céramique, verrerie, montres, textiles, meubles et objets en métal.
Au XIXe siècle, Ormós Zsigmond (1813-1894), est considéré comme  le fondateur du musée de Timișoara grâce à cette collection, dont les premières pièces ont été cédées au musée ; elles ont été publiées dans le catalogue de ses collections publié en 1888.
La plupart des meubles proviennent d'ateliers d'Europe centrale et sont de style Biedermeier, parfois avec des accents de province. Il est complété par des cabinets baroques allemands et autrichiens du XVIIIe siècle, des miroirs de style, des linges de cuisine de style empire français et des meubles italiens des cabinets néo-renaissance incrustés d'ivoire et de perles.
Les pièces d'horlogerie sont divisées en types d'objets : pendule, cheminée, peintures murales, montres de poche, horloges paysannes et une horloge astronomique réalisée par le viennois David Ruetschmann (de) au milieu du XVIIIe siècle.

## Peinture de l’atelier Banat duXIXesiècle
Les premières œuvres de la l’atelier Banat proviennent du fonds Ormós créé dans la deuxième partie du XIXe siècle.

### Peinture Banat de l’entre deux guerres
Dans la lignée des acquisitions faites par ses ancêtres, Ioachim Miloia (en), directeur du musée du Banat, a prévu l'enrichissement du patrimoine et l'acquisition d'œuvres d'art modernes de la région. Chronologiquement, la constitution de la collection peut être enregistrée dans le laps de temps marqué par les événements des deux grandes guerres mondiales, bien que la création d'artistes dépasse ces limites. La libération des normes académiques a ouvert de nouveaux horizons aux artistes déjà établis dans les régions du Banat. Alors que l'École des beaux-arts vient de s'installer à Timișoara, avec l'arrivée d'enseignants et d'étudiants, les cercles artistiques locaux ont connu une effervescence sans précédent.

## Collections d'art européen
La peinture européenne est l'une des principales collections du musée d'art de Timişoara, dont une grande part revient à la peinture italienne.